# Vilenjaci (Tolkien)
Vilenjaci, (na quendijskom jeziku quendi 'govornici'), prvorođena su djeca Erua Ilúvatara. Kako se navodi u Ainulindaleu, Glazbi Ainura, sam Ilúvatar ih je začeo kao odgovor na Melkorov nesklad u Pjesmi, ali podrobnije informacije o njima ondje nisu navedene, doli jednog opisa prema riječima Ilúvatara:
"Gle, ja ljubim Zemlju koja će biti dom quendima i atanima! A quendi će biti najljepši od sve zemaljske djece, i posjedovat će, zanijeti, i donijeti u ovaj svijet više ljepote no sva moja Djeca; i živjet će u većem blaženstvu."

## O postanku vilenjaka
Valarima, kao i svim ostalim Ainurima koji su se otputili od Ilúvatara i spustili na Eau, štošta nije bilo znano o njihovoj prirodi, kao ni o točnom vremenu njihova dolaska na Svijet (osim donekle Mandosu i Manweu), niti je i jedan od njih ičim doprinio njihovu stvaranju. Valari nisu znali točan čas njihova buđenja, (kasnije je utvrđeno da se to dogodilo 1050. valarske godine) dok ih konačno na svojim lutanjima Međuzemljem nije susreo Orome, kao prvi od Sila s kojima su se susreli. On im je nadjenuo i drugo ime, Eldar, Zvjezdani narod, ali se ono kasnije odnosilo samo na one među njima koji su ga slijedili na njihovu putovanju Međuzemljem.
O počecima njihova boravka u Endóreu, Međuzemlju, znano je relativno malo: u Quenta Silmarillionu navodi se da su se prvi među njima probudili pokraj voda jezera Kuiviénena, koje je bilo draga unutarnjeg mora Helkara i nalazilo se daleko na istoku Međuzemlja. Međutim, kako se navodi u Ratu Dragulja (eng. War of the Jewels), u dodatku eseja Quendi i Eldari, Cuivienyarni, koji se ondje nalazi, svi vilenjaci, i oni koju su otišli u Aman i oni koji su ostali u Beleriandu, sačuvali su više ili manje istovjetnu verziju svojevrsne legende o svom postanku. Ovu legendu Tolkien je zapisao samo u jednoj verziji i jednoj kopiji, i, kako se navodi, riječ je o dječjoj vilenjačkoj bajci, isprepletenom s izvjesnom dozom znanja i nauke, ali koja predstavlja jedan od najkasnijih Tolkienovih rukopisa, napisan mnogo nakon dijelova Quenta Silmarilliona koji se odnose na buđenje vilenjaka.
Prema toj legendi, prvi vilenjaci, (zvani još i "nezačeti" i "začeti od Erua"), nisu se svi probudili istodobno. Prva tri vilenjaka koja su se probudila kasnije su se nazvali Imin, Tata i Enel (u kasnijem značenju, Prvi, Drugi i Treći; usporedi mine, atta (raniji oblik tatya), nelde, 'jedan', 'dva', 'tri', na quendijskom jeziku), jer jezik još nisu bili razvili i tek su imali otkriti umijeće stvaranja riječi, iz čijih su imena kasnije izvedena i imena triju plemena: Minyari, Tatyari i Nelyari. Imin, Tata i Enel bili su prvi, jer su vilenjaci od svojih sudružnica imali biti snažniji u tijelu, i više vični istraživanju nepoznatih mjesta. Prvo na što su svrnuli pogled bilo je zvijezdama posuto nebo, iz čega je kasnije proizašlo njihovo štovanje Varde Elentári ponad svih Valara, a drugo lica svojih supruga. Jer Eru je odredio da se svaki od njih imao probuditi pokraj svoje supruge, a prva ljubav koju su i on i ona osjetili bila je jedno prema drugom, a ne prema Ardi. Gledajući svoje supruge kako spavaju počeli su namah premišljati o riječima, u čemu su bili vještiji od svih vrsta na Zemlji, i kasnije, šećući se uz svoje supruge, osmislili su i druge riječi: svoja imena između ostalog, kao i imena svojih supruga, Iminye, Tatie, Enelye.
Enel i Enelye u svojim su šetnjama prvi otkrili šest parova drugih vilenjaka koji su još spavali. Uzimajući sebi pravo prvenstva, bivajući prvim među njima, Imin odabra njih dvanaest za svoje pratioce. Zajedno s novoprobuđenim vilenjacima, otkriše u svojim lutanjima novu skupinu; ovaj put od devet parova, koje za svoje drugove uze Tata. Trideset šest vilenjaka sada je kročilo zajedno, sve dok na koncu nisu nabasali na skupinu od dvanaest parova; ove k sebi uze Enel, kao pravo trećeg izbora. Šezdeset vilenjaka sada je hodalo zajedno i pjevalo pjesme vodi, a Imin pomisli kako usprkos svom pravu prvenstva on ima najmanje pratilaca od trojice, i, vodeći se mišlju da je svaka nova skupina koju su pronašli bivala sve veća, odluči u buduće birati posljednji. Pronađoše konačno novih osamnaest parova quenda koji su još spavali, i dok su ih promatrali muškarci se među njima probudiše i svrnuše pogled na nebo, i ugledaše Vardine zvijezde. Dugo su tako stajali i promatrali, ne hajeći za zemlju, dok najzad ne svrnuše poglede na svoje supruge. I probudiše ih vičući im elen! elen!, te tako i zvijezde dobiše svoje ime (međutim, prema Quenta Silmarillionu, riječ enel 'zvijezda' nastala je iz uzvika ele!, kada su vilenjaci prvi puta vidjeli zvijezde). Ovih osamnaest bili su visoki, snažni i tamnokosi, i od njih je ponikla većina Noldora. Ali Imin sada odusta od svojeg prava prvenstva te ovih osamnaest prisvoji Tata. Dugo su tako svi zajedno pjevali i plesali zajedno, sve dok se nisu zaželjeli novog društva. Uputiše se stoga dalje, i najzad dospješe do litice s koje se obrušavao vodopad, a ondje već probuđene nađoše dvadeset četiri para vilenjaka koji su se kupali na mjesečini. Ali Imin opet zadrža svoje pravo izbora, misleći kako će sljedeća skupina biti uistinu velika, te ove na koncu prisvoji Enel, kao dio svog plemena. Na koncu se Imin sa svojom suprugom i dvanaest pratilaca uputi u potragu uzduž obala vode buđenja, koju kasnije nazvaše Kuiviénen, ali više nikog ne nađoše. Tako se zgodilo da je Iminovo pleme (od kojeg su proizašli Vanyari) činilo samo četrnaest vilenjaka, Tatino (od kojeg su nastali Noldori) pedeset šest, a Enelovo, iako najmlađe, sedamdeset četiri, i od njega nastaše Teleri, odnosno Lindari, Pjevači. Tako je ukupno vilenjaka činilo sto četrdeset četiri, i dugo je to bio najveći broj koji su poznavali, a iz razloga što je svaka skupina vilenjaka činila jedan ili više tuceta, proizašlo je preferiranje dodekaskog sustava brojeva (s bazom dvanaest) naspram dekadskog, rjeđe korištenog, kojeg su preferirali ljudi.

### Postanak vilenjaka i različiti izvori o postanku
Iako Silmarillion, točnije njegovo poglavlje O dolasku vilenjaka i Melkorovu zatočeništvu ne osporava povijesnu vrijednost ove legende, ne može se reći ni da ju potvrđuje; prvi vilenjaci koji se spominju više nisu Imin, Tata i Enel, već Ingwe, Finwe i Elwe, budući kraljevi triju plemena, ali se nigdje izričito ne spominje da su oni zaista najstariji od svih, pa ni da spadaju u "nezačete". U prva tri dijela Povijesti Međuzemlja (eng. History of Middle-Earth), Christopher Tolkien, sin J.R.R. Tolkiena, daje naslutiti da Ingwe, Finwe i Elwe uistinu jesu najstariji. Na više mjesta govori se da je Ingwe "najstariji", i da je Finwe "vilenjak prve generacije", dok je Elweova pozicija ipak donekle upitna. Međutim, u daljnjim izdanjima Povijesti Međuzemlja, pokazalo se, kako je vrijeme protjecalo, da je Tolkien značajno preradio povijesti spomenute trojice, tako da je Ingwe, primjerice, dobio sestru Indis. S druge strane, samo njegovo ime izvedeno je iz primitivnog korijena ing- i uistinu može označavati prvi; ali u Etimologijama (eng. Etymologies) njegovo je ime prevedeno kao "vilenjački princ". Opet, međutim, u Narodima Međuzemlja (eng. Peoples of Middle-Earth) objavljeno je djelo pod nazivom Shibboleth of Feanor, u kojem je Ingweovo ime protumačeno kao "Poglavar", te je njegova titula među njegovim narodima bila Ingwe Ingweron "Poglavar Poglavara". Ono što znamo zasigurno jest da su Ingwe, Finwe i Elwe bili oni koji su pošli s Oromeom u Valinor (prema Analima Amana oni su jedini koji su uopće bili voljni), te se vratili i krenuli na put s većinom ostalih.
Međutim, stvari se mogu i raširiti: osim što je interesantan broj vilenjaka koji su prvobitno nastali, jednako se možemo zapitati i koliko je vilenjaka živjelo u određenom trenutku u vremenu. Radi se zapravo o dosta složenom pitanju - Tolkien nigdje eksplicitno nije naveo broj ni za jedno razdoblje, ali tragova imamo nekoliko. U Quenta Silmarillionu se navodi da su vilenjaci krenuli na Veliko putovanje u nekoliko hostova (eng. host "mnoštvo, gomila"), a ta se riječ uobičajeno odnosi na više stotina, ili nekolicinu tisuća osoba (iako, ponekada je Tolkien koristio istu riječ i za osjetno manje brojeve). Kasnije u tekstu bit će govora o razmnožavanju vilenjaka - recimo zasada da nam je poznato da su vilenjaci živjeli kod Kuiviénena od 1050. – 1102. godine Drveća, dakle 52 Valarske godine, odnosno otprilike 498 Sunčevih godina. Ako uzmemo podatke o uobičajenom broju djece i brzini razmnožavanja koji su navedeni u Zakonima i običajima Eldara, i uz pretpostavku da druga generacija vilenjaka na Svijet donosi svoje prvo dijete kada njihovi roditelji donose svoje drugo, došli bismo do broja koji bi varirao od 15 do 20 tisuća, ovisno o okolnostima koje su vladale.
Uzimajući omjere iz legende o prvobitnim vilenjacima, došli bismo do zaključka da je Ingweovo pleme činilo (po aritmetičkoj sredini) 1700 vilenjaka, Finweovo pleme 6800 vilenjaka, a Elweovo pleme (koje su u dvije skupine vodili on i njegov brat Olwe) 9000 vilenjaka. Međutim, nisu svi među njima bili voljni krenuti u pohod ka zapadu. U eseju Quendi i Eldari navodi se da su od svih 14 Minyara postali Vanyari (tj. krenuli su na pohod), ali da su od samo polovice Tatyara postali Noldori, a od 74 Nelyara 46 su postali Teleri (od kojih je 20 stiglo u Valinor, a od ostalih 26 su postali Sindari i Nandori, u prosjeku). Uzevši to u obzir, možemo procijeniti da je na put krenulo 1700 Vanyara, 3400 Noldora, te 5600 Telera (od kojih je 2400 vodio Elwe, a 3200 Olwe), a to se dosta dobro poklapa s početnom napomenom o hostovima. Rekao bih da broj zacijelo nije bio značajno veći od navedenog, a da je, moguće, bio čak i značajno manji. Naime, kada bismo istim putem pokušali procijeniti populaciju Noldora neposredno prije njihova povratka u Međuzemlje na osnovu 3400 Noldora koji su krenuli na pohod, i znanja da su stigli u Aman valarske godine 1133. i ondje ostali do valarske godine 1495., tj. 3468 Sunčevih godina, dobili bismo enormne brojeve, toliko velike da bi devet desetina tih Noldora (koliko ih se vratilo u Međuzemlje) i više nego dostajalo da posve preplave i unište Angband; vrlo je vjerojatno da ova tematika kod Tolkiena nikada zapravo nije stigla na red, s obzirom na to da je "znanstveni" pristup problematici Međuzemlja kod njega prevladavao utoliko više što se bližio kraju života.
Jedini trag koji imamo jest u vrijeme bitke Suza nebrojenih, Nirnaeth Arnoediada, gdje se navodi da je Turgon izašao iz svog skrovišta na čelu vojske od deset tisuća (također se navodi da je u Gondolin sa sobom poveo trećinu Fingolfinova naroda); i da se, vidjevši njegov dolazak, nada vratila u srca Noldora. Ali nemoguće je reći koliko je Noldora zapravo započelo bitku; sigurno je samo da su mnogi izginuli do Turgonova dolaska. Uistinu, sam Tolkien je ponekad donekle proturječan; s jedne strane imamo vojsku od deset tisuća koja je gotovo dovoljno velika da preokrene ishod goleme bitke, a s druge imamo opis Morgothove sile koju je odaslao u Bitci iznenadnog plamena, Dagor Bragollacha, za koju se navodi da je bila veća nego li su to Noldori mogli i zamisliti - što, vjerojatno, prejudicira broj koji daleko nadmašuje nekoliko desetaka tisuća (pogotovo ako uzmemo u obzir i nešto bolje znane brojeve Sauronovih postrojbi u Ratu za Prsten, koje same dosežu i preko sto tisuća ukupno).

## O prirodi, zakonima i običajima
Zakoni i običaji među Eldarima glavno je djelo koje sadrži većinu informacija o prirodi i običajima vilenjaka. U Alfwineovoj se preambuli navodi da su vilenjaci tjelesno rasli sporije od ljudi, ali su se umno brže razvijali. Govor, hod i ples savladavali su do svoje prve godine, jer je snaga njihove volje veoma brzo ovladavala njihovim tijelima (quenijski hroa 'tijelo'). Do treće godine rasli su brzo kao i ljudska djeca, nakon toga počinjući zaostajati. U vrijeme kada su ljudska dosezala svoju puni stas, jednako stara vilenjačka djeca su bila visine i rasta sedam godina stare ljudske djece. Ne prije pedesete godine nisu vilenjaci dosezali svoj izgled i stas koji su zadržavali za života, i prolazilo je i do par stoljeća dok ne bi dosegli puni tjelesni rast i razvoj. Po fizičkim karakteristikama i mogućnostima uvelike su znali nalikovati ljudima (ili barem moćnijima među njima), bivajući u pravilu od njih okretniji i agilniji, ali se čak i po izgledu za neke ljude znalo reći da su teško razabrivi od vilenjaka (primjerice, jedno od Túrinovih imena glasilo je Adanedhel "Čovjek-vilenjak"). Boja kose varirala im je od plave kod Vanyara te tamnosmeđe i crne kod Noldora i Telera, ali se, posebice među Telerima, znalo naći i primjera srebrene kose (poput Elwea, kralja Doriatha), pa i među Noldorima, gdje je za Galadriel navedeno da je imala osebujnu kosu, čak i među Eldarima, kao da je u same vlasi upredeno zlatno i srebrno svijetlo Laurelina i Tyelperiona, Dvaju stabala Valinora (Galadriel je imala i krvi Vanyara). Malo se toga može reći o njihovim tjelesnim karakteristikama: naznačeno je da su u svojoj mladosti znali biti veoma visoki, često dosežući i preko dva metra visine (vilin-žene ništa manje), ali su se prolaskom godina (posebice u Međuzemlju) vremenom smanjili. Svi među njima bili su bijele puti, što je vjerojatno posljedica činjenice da niti za jednog među njima nije poznato da je ikada obitavao bliže ekvatoru, ili čak na južnoj polutci Arde nakon što se svijet izmijenio.
Eldari su besmrtni unutar Arde; njihov duh, q. fea, neuništiv je, ali njihovo tijelo, q. hroa, proizlazi iz i načinjeno je od iste tvari kao i zemlja koja je oskrvnuta, te je ranjiv onim istim zlom kojim je i Arda oskrvnuta, i može ga se uništiti. Ako se to dogodi, ili se tijelu neizlječivo naudi, fea napušta hrou te postaje nevidljiva živim očima, iako još uvijek izravno svjesna drugih feara. Ipak, hroari vilenjaka bivali su daleko otporniji od ljudskih, u stanju podnijeti daleko veće ozljede: nisu bili podložni nikakvoj bolesti, izlječivali su se ubrzano, čak i nakon ozljeda koje bi za ljude bile smrtonosne. Ipak, nisu mogli preživjeti veoma teške ozljede uzrokovane silom, toplinom ili hladnoćom, kao što nisu mogli iznova stvarati vitalne dijelove tijela (poput odsječene ruke). Ali usprkos svemu vilenjaci su bili podložni smrti, i umirali su, izvanjskim utjecajem ili vlastitom voljom, od tuge ili osujećivanjem i izjalovljavanjem vlastitih želja, stremljenja i zahtjeva koji su ih iznutra izjedali. Svojevoljna smrt nije ipak smatrana zlim činom, već (neosudivom) slabošću fee.
Sudbina je vilenjaka da njihovi feari zanavijek nastanjuju Ardu, makar i bestjelesni, i utoliko različita od sudbine ljudi. U početku vilenjaci nisu znali što se događa s fearima koja izgube svoje tijelo; pod utjecajem Sjene vjerovali su da ulaze u "Carstvo noći" pod vlašću "Gospodara noći", ili da ulaze u Ništa, isto kao i ostala bića koja su poznavali, bilo biljke ili životinje. Upravo ovo polegnuće Sjene nad umovima quenda u njihovoj mladosti bilo je jedan od razloga odluke Valara, čuvara Svijeta i namjesnikâ Jedinoga na Ardi, da ih se dovede, ako su voljni, u Valinor i time zauvijek ukloni izvan Melkorova domašaja. U Amanu su, najzad, od Manwea naučili da je fea uistinu neuništiva, i da joj je usud da nastanjuje Ardu do Kraja Svijeta. Također, saznali su da feari koji su izgubili svoje tijelo bivali odmah sazvani da dođu u "Dvorane čekanja" unutar Mandosa (poziv se mogao odbiti, što je češće bivalo u početku, a rjeđe kada su Morgoth, te kasnije Sauron, vidljivi boravili u Međuzemlju). Vrijeme koje su tamo provodili ovisilo je djelomično o njihovoj, a djelomično o volji Mandosa, Suca Valara. Najsretnijim ishodom čekanja smatrali su ponovno rođenje u istom tijelu s kojim su ranije bivali vezani, jer bi se time zlo i patnja koje su pretrpjeli za života mogli ispraviti (iako, nisu svi feari bili voljni vratiti se, ali se to smatralo slabošću ili manjkom hrabrosti fee, osim u posebnim okolnostima). Ponovno "rođenje" u starom tijelu nije bila osobina prirođena fei (koja je, međutim, i nakon smrti tijela sadržavala utisak hroe i ukupnosti osobe prije smrti, na temelju čega je povratak u staro, obnovljeno tijelo i bio moguć); bila je milost Ilúvatara predana Valarima na prosudbu. Postojala je, međutim, i mogućnost da se fea vrati u Svijet bestjelesna, te "iz daljine" promatra otkrivanje Usuda Arde, ali tada nije mogla imati nikakva kontakta sa živima, niti ičim drugim vidljivim unutar Krugova Svijeta. Ako je osoba za života činila zlodjela, čekanje joj se utoliko moglo produžiti, ili joj se posve zabraniti povratak među svoj rod (poput Feanoru). Bez obzira na ishod, svi su feari provodili barem neko vrijeme "čekanja" za kojeg su bili podučavani, pojačavani ili utješeni, ovisno o potrebi. Ali "gola" fea obično je ostajala dugo vezana za svoje uspomene i stara stremljenja (pogotovo ako su bila zla). Sudbina feara Avara nije znana Eldarima; u Dvoranama čekanja svaka je fea zasebna i malo je interakcije među njima, osim, eventualno, kada se radi o fearima koji su za života bili vezani ljubavlju ili prijateljstvom. U svom su učenju Eldari pojmili svaku feu zasebnom i jedinstvenom, koja je bila dana svakom quendeu ponaosob. Vjerovali su da feari dolaze izravno od Erua, onkraj Eae. Eldari su držali da je jedina nepromjenjiva osobina njihova karaktera bio spol, muški ili ženski, koji nije pripadao i bio osobina samo hroe, već i uma, q. indo. Tu ukupnost individualnosti viđenu kao spoj tijela i duše Eldari su nazivali esse, ili erde. Zbog toga su se oni među njima koji su se vratili iz Mandosa među svoj rod u Eldamaru uvijek vraćali u istom tijelu prije smrti (inačicu ponovna rođenja Tolkien je naposljetku odbacio).
U svim stvarima (osim u začeću i rađanju djece), neri i nissi, što će reći muškarci i žene su jednaki - osim u tome (kako sami kažu) da je za žene činjenje novog u najvećoj mjeri ispunjeno rađanjem djece, te su time izumi i promjene ponajviše djela muškaraca. Nema, međutim, stvari koje samo muškarac može načiniti, ni stvari koja su isključivo djela žena. Uistinu, postoje prirodne razlike među njihovim naravima, i druge nastale kao posljedica običaja. Nissi su sazrijevale prije muškaraca, bile nepokolebljivije i manje podložne promjenama (q. inwisti "raspoloženje uma"). Češće su se bavile umjetnošću liječenja i njegom tijela, dok su vilenjaci bili ti koji su, kada bi ih nužda nagnala, nosili oružje i bojevali ratove. Jer Eldari su vjerovali da bavljenje smrću umanjuje mogućnosti liječenja, i da vrlina liječenja njihove družice ponajviše duguju zaziranju od lova i ratova. U krajnjoj nuždi i očajničkoj obrani vilin-žene su se borile hrabro kao i muškarci; jer snagom i brzinom (prije nego što su začinjale djecu) bile su im mnogo bliže negoli je to slučaj kod ljudi. S druge strane, neki su vilenjaci bili umješni i vješti u liječenju i njezi, ali su se i suzdržavali od bitaka, i u njih odlazili samo u najvećoj nuždi.
Što se običaja tiče najviše nam je poznato o Noldorima u Međuzemlju. Činjenje q. koimasa, s. lembasa, potokruha, isključivo je bila pravo žena. U obrađivanju i njegovanju vrtova, sviranju instrumenata, radu s odjećom te poznavanju drevnih predaja i povijesti žene su prednjačile; muškarci su, s druge strane, bili umješniji kovači i drvodjelje, rezbari i draguljari. Oni su ti koji, u većoj mjeri, uglazbljuju napjeve, skladaju pjesme, rezbare glazbala, te stvaraju nove riječi i proučavaju jezik. Mnogi među njima uživaju u šumama i poznavanju divljine, išteći prijateljstvo sa svime što raste i hoda.

### O ljubavi i braku
Eldari su se uobičajeno ženili nedugo nakon svoje pedesete godine. Uobičajeno su imali mali broj djece, rijetko više od četiri (od ovoga su Feanor i Nerdanel, koji su imali sedam sinova, ponajveće iznimke, uistinu, nijedan vilenjak nije naveden s većim potomstvom). S vremenom je broj djece opadao, zbog rata, "umora", i osipanja feae. Brak je bio prirodan oblik života za vilenjake. Ženili su se samo jednom u životu (Finwe je bio jedina znana iznimka), iz ljubavi, ili makar iz slobodnih volja obiju strana. U kasnijim danima, kada su se brojni među njima u Međuzemlju iskvarili, i srca im postala zatamnjena sjenom nad Ardom, rijetko je bilo priča o djelima požude među njima. Stupanje u brak pratilo je pridržavanje drevnih običaja. Oni koju se namjeravali ženiti mogli su odabrati jedno drugo veoma rano, čak i u djetinjstvu (a ovo se često događalo u doba mira), ali ako nisu inzistirali na čim bržem vjenčanju, i ako nisu postojale okolnosti koje bi sugerirale drugačije, čekalo se mišljenje roditelja obiju strana. Zaruke su se održavale na sastanku obiju obitelji, a zaručnici su predavali srebrni prsten jedno drugom. Po zakonu, zaruke su stajale jednu godinu za koje su vrijeme mogle biti opozvane; to se međutim rijetko događalo, jer Eldari nisu olako griješili u takvim odlukama, njihov se duh nije mogao lako zavarati, i njihova je fea gospodarila hroom daleko više nego kod ljudi, te su u srcu bili spokojni i ustrajni, i manje se povodili željama tijela. Nakon što bi istekla najmanje jedna godina vjenčanje se proslavljalo na gozbi kojoj su prisustvovale obje obitelji; mladoženjin otac i mladenkina majka spojili bi njihove ruke i blagoslovili ih. Ovaj se blagoslov nije mijenjao, ali ga nikada nijedno uho smrtnika nije čulo (osim, možda, Berena i Tuora); vilenjaci međutim kažu da je majka mladenke navodila Vardu za svjedoka, a otac mladoženje Manwea, te se spominjalo i Eruovo ime (što se inače veoma rijetko činilo). Srebrni prstenovi su se vraćali, a zauzvrat su zaručnici jedno drugom davali zlatni prsten koji se nosio na kažiprstu desne ruke. Među Noldorima je postojao i običaj da mladenkina majka pokloni mladoženji dragulj na lančiću ili ovratniku, te da mladoženjin otac pokloni mladenki sličan dar. Primjer ovoga može se vidjeti u Gospodaru Prstenova, gdje Galadriel, zastupajući poziciju Arwenine majke, dariva Aragorna, kao zalog njihovu budućem vjenčanju. Svi ovi običaji nisu međutim bili nužni da bi brak bio zakonit; sve što je bilo potrebno bio je savez tijela, nakon kojeg je združivanje postajalo neraskidivo. Ali u doba mira običaji su se rijetko izbjegavali, što međutim često nije bio slučaj u doba rata, bijega, izgnanstva i lutanja.
Međutim, kao i kod ljudi, iako mnogo rjeđe, ljubav nije nužno bila uzvraćena, čak i u Amanu. Bio je to jedini uzrok tuge u blaženstvu Valinora, a Valari su o njegovu uzroku imali dvojako mišljenje: jedni su držali da proizlazi iz oskrvnuća Arde, i Sjene pod kojom su se Eldari probudili, jer otuda i samo otuda, držali su, proizlazili su sva tuga i žalost. Drugi su smatrali da je uzrok ljubav sama, i sloboda dana svakoj fei, te je tajna prirode Eruove djece.
Eldari se nikada nisu vjenčavali u "bliskom rodu", ne kao posljedica zakona ili običaja već vlastite prirode, jer, kako sami kažu, feari osoba u bliskom srodstvu i sami su bliski, i ljubav među njima bliža je onoj između brata i sestre, i nije od iste prirode od one na početku braka. Pod "bliskim rodom" podrazumijevalo se pripadnike jedne "kuće", posebice braću i sestre. Prvi rođaci su se mogli vjenčavati, ali iznimno rijetko su to činili ili željeli.
Neizbježno se događala i smrt među vjenčanima. Ovdje Eldari nisu znali što učiniti, jer radilo se o neprirodnom zlu, jer brak je, po samoj prirodi vilenjaka a ne običajima i pravilima, bio neraskidiv i trajan. Stoga su se u ovoj stvari Eldari za savjet obratili Manweu. Ovo je njegova presuda, koju je izrekao Mandos, a naziva se Usud Finwea i Míriel (jer je dat povodom tog slučaja):
"Brak među Eldarima", reče, "potiče od i jest za Živuće, i za trajanja života. Budući da su Eldari po svojoj prirodi trajna života unutar Arde, tako jest i njihov neoskvrnjen brak. Ali ako je njihov život završen, tako mora biti i s njihovim brakom. Jer brak dolazi prvenstveno od tijela, ali nije samo od tijela već duha i tijela zajedno, jer nastaje i traje sukladno volji feae. Zato, kada jedno od vjenčanih umre, brak time nije završen već je privremeno neaktivan. Jer oni koji bijahu združeni sada su razdvojeni, ali njihov savez živi i dalje kao savez voljâ. Kako, dakle, može brak završiti i savez se razriješiti? Jer ako se to ne dogodi, ne može biti drugog braka. Putem zakona koji proizlazi iz prirode vilenjaka, gdje su neri i nissi jednaki, može postojati samo savez jednog s jednim. Kraj može stupiti samo prestankom volje, a ovo može poteći samo od Mrtvih, ili putem presude. Prestankom volje onda kada Mrtvi nisu voljni ikada se vratiti među žive u svom tijelu; presudom kada im povratak nije dozvoljen. Jer savez koji počiva na životu Arde time je završen: ako ne može biti nastavljen unutar života Arde. Kažemo da prestanak volje mora poteći od Mrtvih jer Živući ne mogu za svoje ciljeve prisiliti Mrtve da Mrtvima ostanu, niti im uskratiti ponovno rođenje [koncept ponovnog rođenja naposljetku je odbačen; ipak time presuda ne mijenja na značenju i smislu], ako ga žele. Jasno mora biti shvaćeno da će se volja Mrtvih da se ne vrate onda kad im je to dozvoljeno smatrati presudom i usudom: Mrtvima više nikada neće biti dozvoljen povratak životu tijela" [odluka Mrtvih o nevraćanju mogla je biti i opozvana tijekom određenog razdoblja kojeg je određivao Mandos, ne kraćeg od 10 Valarskih godina].
" [Presuda će postati znana] samo u slučaju traženja regresa od Manwea i Mandosovom potvrdom. U ovoj stvari nije zakonito ikome od Eldara da presuđuje u vlastitu slučaju. Jer tko među Živućima može razabrati misli Mrtvih, ili pretpostaviti Mandosove presude?"
Mandosovom presudom Eldarima je u posebnim okolnostima omogućeno sklapanje drugog braka, ali se to pravo vrlo rijetko iskorištavalo (ako i uopće), jer tuga i razdor Finweove kuće ostali su duboki usađeni u sjećanjima vilenjaka.
Za razliku od ljudske djece, od začeća do rođenja potrebna je jedna godina, i dan začeća (koji se počesto poklapao s danom rođenja) računa se kao početak života, te se ponajčešće zbivao za proljeća. Iako vilenjaci tijelom prividno ne stare, oni ne mogu zanijeti mnogo djece; jer pri začeću, i još više pri nošenju djece, ulažu mnogo veći dio svoga bića, umno i tjelesno, nego li to čine ljudi. Tako se zbiva, i zbog vlastite duše koja ih s vremenom iznutra izjeda, da vilenjaci djecu začinju veoma rano, i u kratkom razmaku nakon vjenčanja (prema vlastitom shvaćanju vremena). Iako ih moć začinjanja potomstva nikada ne napušta, s vremenom se njihova volja okreće drugim stvarima, ali im vrijeme 'doba djece', kako ga nazivaju, ostaju u uspomeni kao najsretnije u životu. Unatoč neraskidivosti braka znalo se dogoditi da muž i žena ne žive zajedno sve vrijeme, ali se to nikada nije svojevoljno događalo nakon začeća djeteta i prvih godina njegova života, i smatrano je žalosnom stvari. Zbog toga su vilenjaci svoju djecu nastojali začeti i roditi u doba mira, kad god su to bili u mogućnosti.
Pravo prvog nadavanja imena novorođenčetu pripadalo je ocu; navodilo se prvo i nije se moglo promijeniti (osim ako bi se sam jezik promijenio). Svečanost na kojoj se objavljivalo to ime nazivala se essekarme "činjenje imena". Svako je dijete, međutim, imalo pravo izabrati svoje vlastito ime kada je za to bilo spremno (smatralo se da spremnost dostiže kada dijete postane sposobno za lámatyáve "okus zvuka" - užitak u zvuku i oblicima riječi. To se obično događalo u desetoj godini; najranije u sedmoj. U vilenjačkom shvaćanju lámatyáve se shvaćalo kao karakterna osobina važnija od crta lica, stasa ili slično). To se ime objavljivalo na svečanosti zvanoj essekilme "biranje imena". Oba imena bila su imena u punom smislu, a ne nadimci. Očevo ime bilo je "javno", u smislu da se njime mogao poslužiti svatko tko se obraćao dotičnoj osobi, ali je vlastito ime bilo "privatno" - obraćanje nekome korištenjem tog imena označavalo je prisnost, prijateljstvo ili rodbinsku vezu, i korištenje istog bez dopuštenja smatralo se uvredljivim. Svaki je vilenjak imao pravo za svoga života izmisliti sebi i drugo ime (iako se to nije često činilo), onoliko puta koliko je želio, ali ono nije prebrisivalo staro, te se kronološki slijed imena navodio kao naslov svake osobe. Osim ovih imena, svaka je osoba mogla imati i anessi "dana imena" od kojih su najbitnija bila imena koja su nadavale majke. Ponekad su ova imena bila (amil)essi terkenye "(majčinska) imena uvida", ili (amil)essi apakenye "(majčinska) imena dalekovidnosti (predviđanja)", što se događalo češće u ranijim danima Eldara. Ova su se imena nadavala u satu rođenja, ili nekom drugom trenutku predosjećaja, i izražavala su neku prevladavajuću karakternu ili fizičku crtu djeteta ili predviđanje nekog dijela njegova usuda. Poput imena koja su nadavali očevi, i majčino ime bilo je javno, te se često navodilo nakon očeva. Majčinsko je ime moglo iz javne uporabe sasvim potisnuti očinsko i izabrano ime (koja su ipak opstajala, i bila neizostavan dio punog naslova osobe). Ova tri imena jedina su se smatrala pravim imenima. Ostala "dana imena" predstavljala su uglavnom nadimke date od osoba koji nisu bili od iste kuće ili prijatelja, i često su predstavljala neku osobinu osobe. Nisu se smatrala pravim imenima, osim ako ih sama osoba ne bi prisvojila.

## O plemenima, rodovima, jezicima i pismima
Kako je navedeno ranije, tri su su glavna vilenjačka plemena: Vanyari "Lijepi", Noldori "Znalci" i Teleri "Posljednji, Koji dolaze na kraju". Osnovni naziv za sve vilenjake bio je quendi "govornici", dok se ime Eldar, Eldalie "(narod) zvijezda", jd. Elda, odnosilo samo na one među njima koji su, vođeni Oromeom, krenuli na put preko Međuzemlja. Oni među njima koji su na koncu stupili u Aman i Valinor nazivaju se kalaquendi "vilenjaci svijetla", jer su vlastitim očima promatrali Dva stabla, Tyelperion i Laurelin u njihovu cvatu, i svijetlo koje je postojalo prije Sunca i Mjeseca, dok se oni koji nikada nisu stigli u Valinor u doba njegova blaženstva nazivaju moriquendi "vilenjaci tame". U njih se ubrajaju i oni koji nikada nisu krenuli na pohod, kao i oni koji su s vremenom zastranili. Od Telera u Međuzemlju jedino je Elwe Singollo, sindarskim imenom Elu Thingol, kralj Doriatha, bio ubrojen među kalaquende, bivajući jedan od trojice izaslanika koji su prvi od svih vilenjaka dospjeli u Blaženo kraljevstvo.
Kako je navedeno već ranije, po svom buđenju quendi su postali kao tri plemena: Minyari, Tatyari i Nelyari. Svi su Minyari postali Vanyari, ali to nije bio slučaj i s ostalim plemenima. Tatyari su se podijelili, tako da je otprilike polovica njih krenula ka Amanu i time postala Noldorima (koji su svi stigli u Valinor i time ubrojeni među kalaquende), dok se druga polovica na pohod nije odlučila te je ubrojena među Avare. Pet je plemena Tatyarskih Avara Tolkien zabilježio: Kindi, Cuind, Hwenti, Windan, Kinn-lai, ali se o njihovim običajima, sudbinama i jezicima ne zna gotovo ništa. Od Nelyara dvije su trećine postali Teleri, od kojih je manje od pola stiglo u Aman, a jedna trećina postala je Pennima, avarskim plemenom. Od preostatka Telera nastali su Sindari i Nandori. Od Sindara su nastali Mithrimi, Falathrimi, Iathrimi, te dio Sivih vilenjaka i Nevrasthima, dok su od Nandora nastali Laiquendi, Zeleni vilenjaci, te dio Sivih vilenjaka kojima su se također pripojili i neki od tatyarskih avara. Moguće je da su od avara, djelomično ili u potpunosti, nastali orci, stvoreni od Melkora na ruglo Ilúvatarovoj djeci.
Dva najpoznatija vilenjačka jezika su quenya i sindarin, tj. kvendijski i sindarski, ali je evolucija vilenjačkih jezika umnogome kompliciranija. Svi vilenjački jezici potječu od zajedničkog pretka, primitivnog vilenjačkog jezika. Pri podjeli quenda na Eldare i Avare jezici su se podijelili. Od avarske grane znano nam je ukupno 6 (šest) riječi, dok se kod Eldara na pohodu ka Amanu razvio zajednički eldarski jezik, koji se već tada počeo dijeliti na dvije grane, vanyarsko-noldorsku i telersku. Tijekom putovanja skupina Telera imenom Nandori napušta pohod i time započinje nandorsku granu, dok se od ostatka Telera nešto više od polovice ponovno odvaja u Beleriandu i započinje starosindarsku granu. Od starosindarskog nastaju sindarski i njegovi brojni dijalekti, dok se telerskim smatra jezik onih Telera koji su stigli prvobitno na Tol Eresseu, a kasnije i u Aman, te se nastanili u Alqualondeu, Labuđoj luci. Od vanyarsko-noldorske grane nastaje quenya iliti kvendijski jezik sa svoja dva dijalekta, vanyarskim i noldorskim, dok od noldorskog dijalekta konačno nastaje izgnanički kvendijski, kao jezik one većine Noldora koji su se vratili u Međuzemlje i o kojem ponajviše znamo.
Prvo pismo koje je ikada izumljeno bili su Rúmilovi sarati, načinjeno u Valinoru 1179. valarske godine, ali glavno vilenjačko (kao i ljudsko) pismo bio je Feanorov tengwar (1250.), glavno pismo Noldora i Telera; Vanyari su koristili Feanorovo pismo, ali je kod njih u uporabi opstalo i Rúmilovo. Tengwar je imao brojne oblike (koji su varirali od jezika do jezika kojemu je pismo bivalo prilagođivano), od kojih su neki sadržavali i samoglasnike kao "prava ili puna slova", dok neki nisu. Eldari u Valinoru koristili su oblik gdje su samoglasnici predstavljani tehtama, dakle samo dodacima pravim slovima iliti tengwarima (koji su predstavljali suglasnike ili skupove suglasnika), ali se u Doriathu razvio oblik gdje su i samoglasnici bili predstavljeni tengwarima. Zapis u takvom obliku tengwara nalazi se na zapadnim dverima Morije, dok je, primjerice, natpis na Prstenu Vladaru ispisan na Crnom govoru u feanorskom pismu Valinora. 
Osim tih dvaju, Sindari su u Beleriandu izumili i treće, kirth, odnosno rune, koje su rjeđe koristili vilenjaci i ljudi, ali je postalo glavno pismo patuljaka, u svom najpoznatijem obliku zvanom Angerthas Moria "morijski redovi dugih runa". Primjer tog pisma može se vidjeti na Balinovoj grobnici u Moriji.

## O usudu i vjerovanjima
Sudbina vilenjaka po svršetku svijeta nije poznata nikome doli Ilúvataru samome, čak ni Valarima, tako da možemo govoriti samo o njihovim vlastitim vjerovanjima. Prema većini, i interpretacijama Christophera Tolkiena, vilenjaci po kraju svijeta neće nastavati Ardu Izliječenu, ne u fizičkom smislu. Eldari na ovo misle kada govore kako ih njihove duše iznutra izjedaju: da će prije kraja Arde svi Eldalie postati dusi nevidljivi smrtnim očima. Više je djela i rukopisa koje govore o ovoj problematici. U Priči o Ardi (eng. Tale of Arda), implicira se sljedeće: Svijet, i vrijeme unutar njega, imaju svoj početak i kraj jednostavno zato što su zakrivljeni, zaokruženi; niti beskrajni, niti vječni. Po svršetku vremena, priča svijeta moći će se, izvan samog svijeta i vremena u njemu, promatrati kao umjetničko djelo, prelijepo i zaokruženo, posebice za one koji su u samoj priči sudjelovali. Međutim, Arda Izliječena podrazumijeva postojanje onkraj Kraja, odnosno Svršetka, a o tom se ne može ništa sa sigurnošću razglabati, doli ova dva razmatranja: po jednima, vilenjaci po svojoj prirodi i vezanošću trebaju Ardu, te će, prema tome, prije samog kraja, Oskvrnuće biti izliječeno. U tom području vremena i prostora vilenjaci će obitavati, ali za nj neće biti vezani. Drugi smatraju da će vilenjaci imati udjela u Novoj Ardi od njena početka, koja će biti smještena unutar Ee, i slobodna od utjecaja Oskrvnitelja (Melkora).
U Morgothovu Prstenu (eng. Morgoth's Ring) se razglaba o vilenjačkim vjerovanjima koja se odnose na ljude. Iz nedostatka dokaza i saznanja, radi se o najčešće o nagađanjima i mišljenjima. Najzanimljiviji je zasigurno onaj dio koji se odnosi na sudbinu ljudi nakon Dagor Dagoratha "Posljednje bitke" i kraja Svijeta. Po nekim vjerovanjima, vilenjaci i ljudi tada bi postali jedan narod; po drugima, ljudima bi bilo dopušteno živjeti na Ardi Izliječenoj, ili ondje posjećivati vilenjake, iako to ne bi bio njihov dom; po trećoj, ujedno i najšire raširenoj, sudbina ljudi imala je posve biti drugačija od sudbine vilenjaka, i nije vezana za Ardu. 
Na kraju Ainulindalea, kako je taj spjev prema jednom Tolkienovu radnom tekstu Pengolodh s Tol Eressea prenio Alfwineu, navodi se opaska o sudbini ljudi:
" Smrt je njihov usud, Ilúvatarov dar na kojem će i s vremenom i Sile pozavidjeti."
Vilenjaci su svoje "blijeđenje" pripisivali dijelu povijesti Arde pod voljom Jedinoga, i načinom na koji su imali ustupiti svoje mjesto vladavini ljudi, ali su svoje nadomještanje ljudima smatrali uzrokom žalosti, jer, kako kažu, ljudi, pod kakvim god utjecajem Melkorova zla bili, imaju sve manje i manje ljubavi za Ardu, i više su zauzeti njezinim uništavanjem u nastojanju da njome posve ovladaju. Još uvijek vjeruju da će izlječenje svih patnji Arde Eruovom voljom proizaći i kroz ljude, dok će njihov udio biti u obnavljanju ljubavi naspram Arde, kojem će oni doprinijeti kroz svoje uspomene na prošlost i razumijevanju onoga što je moglo biti. Tako kažu da će Ardu uništiti iskvareni ljudi, ili iskvarenost u ljudima samima, ali i izliječiti dobrota u njima. Iskvarenosti, nadvladavajućoj žudnji za moći, vilenjaci će se suprotstaviti i iste poništiti.
Još jedan izvor posebno zanimljiv za ovu temu je razgovor Finroda Felagunda, najmudrijeg među Noldorima koji su se vratili u Međuzemlje, i Andreth, sestre Bregora, oca Barahirova, oca Berenova, iz Beorove kuće, o sudbini ljudi, objavljen u rukopisu pod naslovom Rasprava Finroda i Andreth (sindarski Athrabeth Finrod ah Andreth). Ovdje se navode neki ulomci njihova razgovora:
"Andreth uzgleda i pogled joj se smrknu.
'Valari?' reče. 'Kako da ja znam, ili ikoji drugi čovjek? Vaši Valari ne uznemiruju nas ni brižnošću ni uputama. Nikakve pozive nisu nam uputili.´
'Što ti možeš znati o njima?' reče Finrod. 'Ja sam ih vidio, i živio među njima, i u prisutnosti Manwea i Varda stajao pred Svjetlom. Ne govori, dakle, o njima olako, kao ni o čemu što je daleko iznad tebe. Takve su riječi prve proizašle iz Lažljivih usta.'
'Nije li ti ikada došlo k svijesti, Andreth, da ste se vi u minulim vijekovima odrekli njihove brige, i izmakli van dosega njihove pomoći? Ili čak da ste vi, ljudska djeca, bića kojima oni ne mogu upravljati? Jer bili ste presilni. Uistinu ovo mislim, i govorim ne samo zaradi tvog ponosa: presilni. Jedini gospodari vlastitih sudbina unutar Arde, pod rukom Jedinoga. Čuvaj se dakle kako zboriš!'
'Mi smo eldari vaš rod i prijatelji (ako ste u to voljni povjerovati), i promatrali smo vas već kroz tri ljudska života s ljubavlju i brižnošću. O ovom smo dakle izvan rasprave sigurni, inače je sva naša mudrost ništavna: ljudski strah, iako blizak i srodan našem, nije od istog soja. Jer čudno kako god se doimalo, mi uviđamo da ljudski strah nije, poput našeg, vezan za Ardu, niti je Arda vaš dom.'
'Možeš li to zanijekati? Mi eldari ne poričemo da vi ljubite Ardu i sve u njoj (utoliko koliki ste slobodni od Sjene), možda čak snažno poput nas. Ali ipak drugačije. Svaki od naših dvaju rodova poima Ardu na drugačiji način, i uživa u njenim divotama na drugačiji način, i u drugačijoj mjeri. Kako da to iskažem? Za mene je razlika kao između osobe koja posjećuje stranu zemlju i ondje obitava kratko vrijeme (ali to nije prisiljena učiniti), i osobe koja ondje obitava cijeli život, i kojoj drugi izbor nije ostavljen. Prvoj su osobi sve stvari koje uviđa nove i čudne, i u tom smislu ljupke. Drugoj su osobi sve stvari poznate i prisne, jedine stvari koje su njegove, i u toj mjeri dragocjene.'
'Ti predmnijevaš da su ljudi gosti', reče Andreth.
'Rekla si riječ', reče Finrod, 'ime koje smo vam nadjenuli'.
'Ovo dakle, predmnijevam jest zadaća ljudi, ne sljedbenici, već nasljednici i ispunitelji svega: da izliječe Oskrvnuće Arde, naviješteno prije njihova začeća, i još više, kao ispunitelji Eruove veličajnosti, da uzvise Glazbu, i nadopune Viziju Svijeta!'"
Posebno je zanimljivo mišljenje Andreth o smrti (koje je, čini se, prevladavalo u mišljenjima učenijih ljudi) kao usudu ljudi: prema njoj, smrt nije prirodna stvar za ljude, niti je to bila slučajem u samom početku, već im je nametnuta od strane Neprijatelja. Ovo se, međutim, ne poklapa s vjerovanjem vilenjaka, niti sa zapisima u Ainulindaleu i Quenta Silmarillionu gdje se navodi da je smrt Eruov dar ljudima. Uistinu, ni s mišljenjem Finroda Felagunda:
"Ali ni u primisli nismo predmnijevali da bi (Melkor) mogao nadvladati Eruovu djecu. Jednoga je mogao zavesti, drugoga iskvariti; ali promijeniti usud djece u cjelini, lišiti ih njihova naslijeđa: ako je to u stanju učiniti, Eruu usprkos, moćniji je i strašniji nego li smo ikada mogli i zamisliti; tada je sva srčanost Noldora uzaludna - uistinu, i Valinor i planine Pelóra sagrađeni su na pijesku."